# Cory Emmerton
Cory Emmerton, född 1 juni 1988 i St. Thomas, Ontario, är en kanadensisk professionell ishockeyspelare som spelar för HC Ambri-Piotta i Nationalliga A (NLA).
Emmerton valdes av Detroit Red Wings som 41:e spelare totalt i 2006 års NHL-draft.

## Klubbar
- Elgin-Middlesex Chiefs, –2004
- Kingston Frontenacs, 2004–2008
- Brampton Battalion, 2007–2008
- Grand Rapids Griffins, 2007–2011, 2013–2014
- Detroit Red Wings, 2010–2014
- SaiPa, 2012 (Lockout)
- Sotji Leopards 2014–2015
- HC Ambri-Piotta 2015–